# François-Xavier Fabre
Pour les articles homonymes, voir François Fabre et Fabre.
François-Xavier Fabre né à Montpellier le 1er avril 1766 et mort dans la même ville le 16 mars 1837, baron en 1828, est un collectionneur d'œuvres d'art et un peintre français du mouvement néo-classique.

## Biographie

### Formation

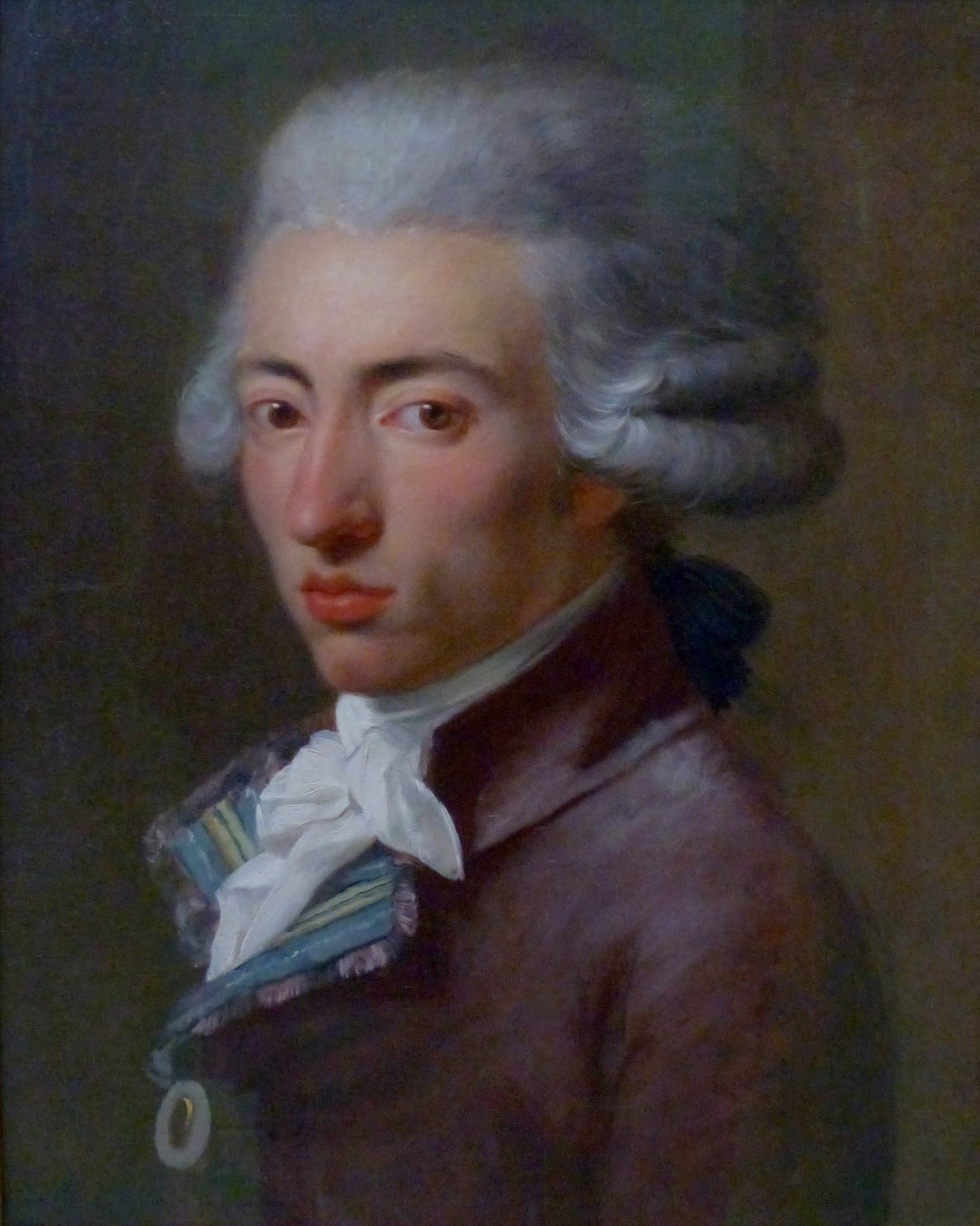
Autoportrait en 1784, Montpellier, musée Fabre.

Vers 1779 et jusqu'en 1782, François-Xavier Fabre fait des études et obtient ses premiers succès aux « Écoles de dessins », financées par la Société des beaux-arts de Montpellier, un groupement d'amateurs.
François-Xavier Fabre entre à l’atelier de Jacques-Louis David de l'Académie royale de peinture et de sculpture à Paris en mars 1783 sur recommandation de Joseph-Marie Vien et aux frais de mécènes locaux dont Ph. L. de Joubert.
Après deux échecs, il est Lauréat du prix de Rome en 1787 avec Nabuchodonosor fait tuer les enfants de Sédécias sous les yeux de leur père et rejoint l'Académie de France à Rome, dirigée alors par François-Guillaume Ménageot. Il y réalise les travaux imposés Soldat romain (1788), Saint Sébastien (1789), et Abel expirant (1790), tous conservés à Montpellier au musée Fabre. Il obtient un grand succès au Salon de 1791 avec Abel expirant et Suzanne et les vieillards (musée Fabre). En 1791, son frère, puis son père en 1792, le rejoignent à Rome.

### Florence
Début 1793, l'hostilité de la population romaine à l'égard des Français augmente, et à l'automne la Convention abolit les Académies. Fabre fuit Rome pour Naples après la mise à sac de l’Académie puis gagne Florence. Il s'y lie d'amitié avec le poète Vittorio Alfieri et la comtesse d'Albany, veuve du dernier des Stuarts, qui favorisèrent son ascension sociale. Il fait d'eux ses premiers portraits, conservés à Florence au musée des Offices. Sa clientèle est cosmopolite et aristocratique en Italie. Il donne de ses modèles des images agréables, discrètement flatteuses, plutôt réalistes, conformément à la conception du portrait traditionnel mondain.

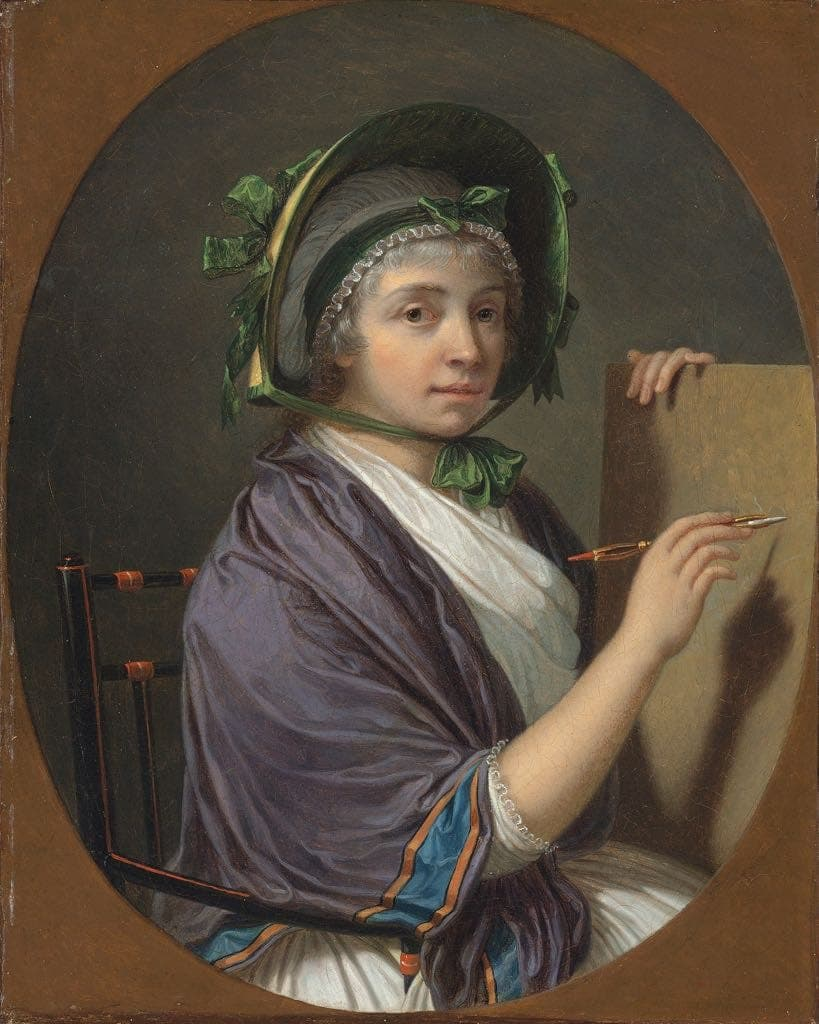
Portrait de la princesse Louise de Stolberg-Gedern, comtesse d'Albany, 1796. Montpellier, musée Fabre.

En 1794, avec d'autres artistes français restés à Florence, il est dénoncé comme royaliste devant la Société populaire et révolutionnaire des arts, et en 1795, malgré le rétablissement des relations diplomatiques entre la France et la Toscane, son père et son frère restent considérés comme émigrés. Il est très actif au service de l'aristocratie cosmopolite, nombreuses à Florence, et réalise les portraits du Maréchal Malachowski, du ministre Carletti, de Lady Charlemont, de Mme d'Albany, de Lord Lansdowe et de Lord Holland. Il réalise également pour ce dernier et pour Allen Smith, des tableaux d'histoire, et il commence à collectionner dessins et gravures. Son dernier tableau important pour la clientèle anglaise est Philoctète à Lemnos (Paris, musée du Louvre), qu'il exécute pour lord Bristol en 1800.
En 1801, la reprise des relations diplomatiques avec la France a pour conséquence une période très active pour lui, il se lie d'amitié avec son représentant, le général Clarke. Il réalise La Mort de Socrate pour le financier suisse Eynard (localisation inconnue), La Sainte Famille pour des clients montpelliérains (musée Fabre), et en 1802 le portrait du Jeune Edgard Clarke. En 1803, la famille royale d'Étrurie lui commande un portrait, mais ce projet est modifié par la mort du roi en mai. Il réalise La Vision de Saül, inspirée de la tragédie d'Alfiéri, pour Mme d'Albany (musée Fabre), et il est très affecté par la mort du poète le 8 octobre. Il se consacre avec la comtesse à faire vivre sa mémoire.
En 1804, Napoléon est proclamé empereur et Fabre est nommé membre correspondant de la classe des Beaux-Arts de l'Institut. Il négocie pour le directeur du Museum, Vivant-Denon, l'achat des dessins de l'ancienne collection Baldinucci et apparaît comme un collectionneur compétent. Il séjourne à Paris en 1806 et présente au Salon deux paysages animés La Madeleine repentante et le Sixième épilogue de Virgile. Il a également de nombreux projets de tableaux religieux dont Saint Jérôme en prière (musée Fabre).
La Toscane devient possession française en 1808 et Fabre, professeur à l'Académie et peintre attitré des étrangers de passage, y est très actif. Un de ses portraits les plus célèbres est celui du frère de Napoléon Ier, Lucien Bonaparte, prince de Canino, peint en 1808 dans trois versions dont une se trouve au musée napoléonien de Rome, une autre à Montpellier au musée Fabre, et la troisième dans une grande collection napoléonienne privée (les deux dernières provenant de la collection Canino). Il réalise également Œdipe à Colone, paysage historique pour le comte russe Miatlev (musée Fabre) et le Jugement de Pâris  pour le journaliste Bertin, exposé et médaillé au Salon.
En 1809-1810, il fait un séjour forcé à Paris où Mme d'Albany a été convoquée par l'empereur. Il y réalise les portraits du Maréchal Clarke, ministre de la guerre (Nantes) et de Mme Clarke avec ses enfants (Pars, musée Marmottan-Monet). Il voyage ensuite avec Mme d'Albany à Rome et Naples, où ils achètent de nombreuses œuvres d'art.
À son retour en 1812, de nombreux portraits témoignent de sa notoriété comme Canova (musée Fabre) et G.A. Santarlli, graveur de pierres fines (Florence, palais Pitti), et il occupe la place d'honneur dans le tableau de Pietro Benvenuti, La Grande-Duchesse Élisa et sa cour (Versailles, musée de l'Histoire de France).

### Retour en France
En 1814, sous la première Restauration, le duc de Blacas lui propose au nom de Louis XVIII, la direction générale des travaux de peinture prévus au château de Versailles, projet abandonné dans un deuxième temps. De cette époque, date La Mort de Narcisse (musée Fabre) exécuté pour la comtesse d'Albany. En 1817, son amie fait de lui son légataire universel et plus tard, une donation entre vifs le fera possesseur de tous ses objets mobiliers. Son activité de peintre est réduite mais son activité sociale est intense. Il correspond avec Bertin, Anne-Louis Girodet, les paysagistes Castellan à Paris et Boguet à Rome.

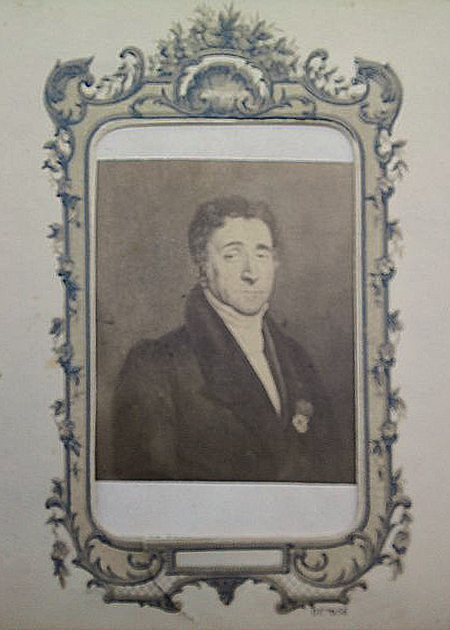
Ange Jean Michel Bonaventure de Dax,
marquis d'Axat, maire de Montpellier (1814-1830).

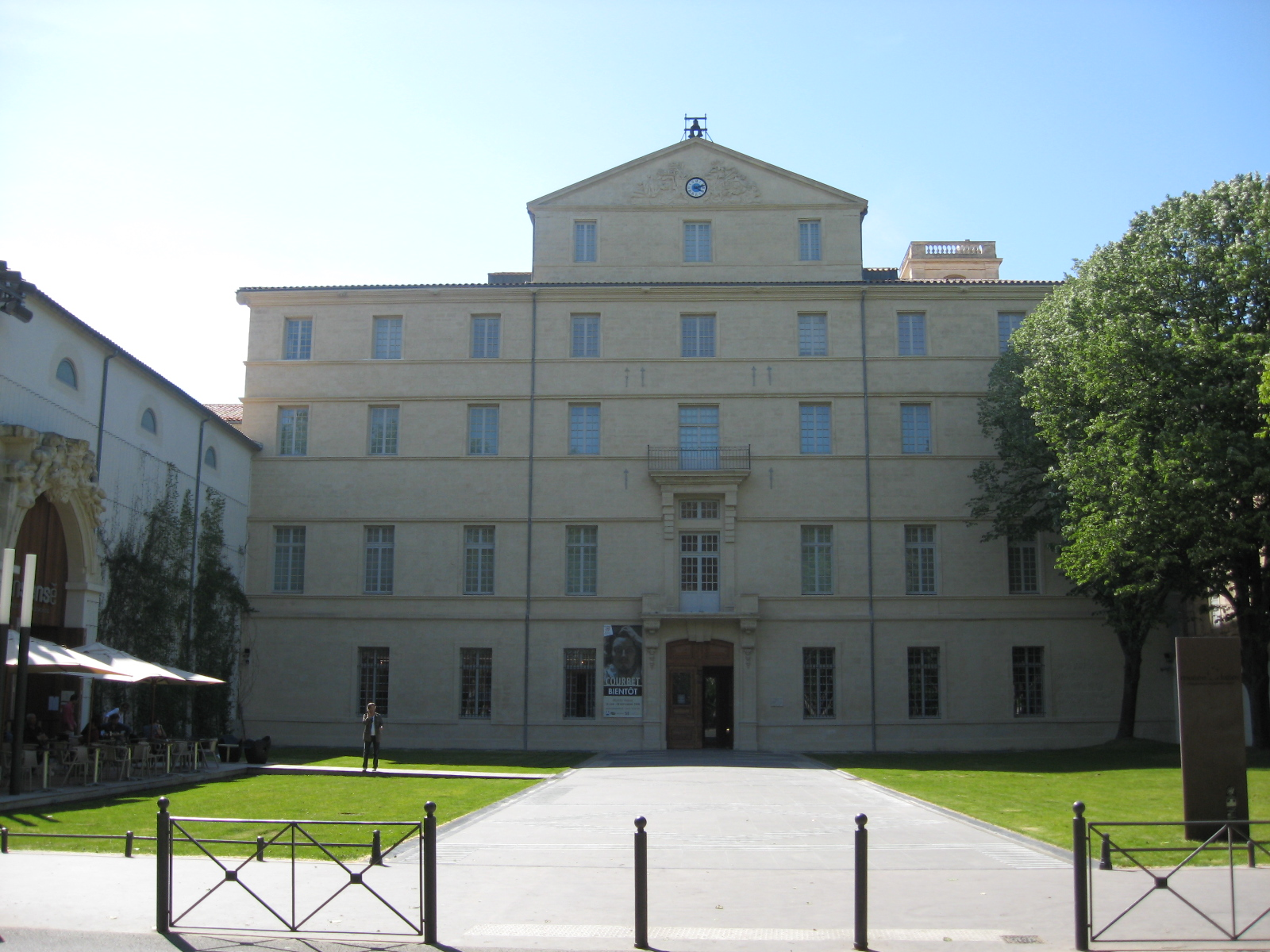
Entrée principale du musée Fabre située dans l'ancien collège des Jésuites à Montpellier.

En 1824, à la mort de la comtesse d'Albany, il s'installe à Montpellier, sa ville natale, et offre à la ville ses collections de peintures et de livres à la condition qu'elles soient le point de départ d'un musée — l'actuel musée Fabre —, et qu'il puisse habiter ce musée. Le maire de l'époque, Ange Jean Michel Bonaventure de Dax, marquis d'Axat, premier président de la Société des beaux-arts, accepte la donation en janvier 1825 et après une délibération spécifique du conseil municipal et un vote à l'unanimité, le projet de musée est validé. La donation doit toutefois recevoir encore l'approbation du roi Charles X afin de pouvoir être acceptée par le maire au nom de la ville et avant de pouvoir pénétrer sur le territoire du royaume, ce qui intervient peu après une fois l'accord obtenu du roi. Au bout de trois années d'importants travaux financés par la municipalité et confiés aux deux architectes de la Ville de Montpellier, Fovis et Boué, le musée ouvre ses portes en 1828 dans l'hôtel de Massilian, situé à l'est de l'Écusson, le centre historique de Montpellier, donnant sur l'actuelle esplanade Charles-de-Gaulle.
Il fait un dernier séjour à Florence en 1835-1836 où il édifie le tombeau de Mme d'Albany et offre aux Offices les portraits d'Alfieri et de sa compagne, exécutés en 1793.
François-Xavier Fabre, chevalier de la Légion d'honneur en 1827, est nommé baron en 1828 par lettres patentes du roi Charles X. Il entre  ensuite au conseil municipal. Il sera jusqu'à sa mort directeur du musée et de l'école des beaux-arts de la ville ouverte en décembre 1829.
Les changements en art (le romantisme) et en politique (la Révolution de 1830) le déçoivent. Il fait en 1832, les portraits de ses amis Augustin Gache (musée Fabre) et Ferdinand de Nattes (Toulouse, musée des Augustins). Un dernier voyage à Paris en 1835 est aussi l'occasion de son Autoportrait, sa dernière œuvre.
À sa mort en 1837, il lègue à la ville de Montpellier l'ensemble de ses collections avec la condition que le marquis de Nattes en soit directeur. Plus d'un millier de tableaux, dessins, gravures, objets d'art viendront ainsi enrichir le récent musée Fabre. Le sculpteur Emilio Santarelli est son légataire universel.

## Œuvre
François-Xavier Fabre se cantonne à un répertoire de tradition. Pour le style il s’inspire de celui de Jacques-Louis David des années 1780. Il se distingua par la sévérité de l'esthétique néoclassique, la pureté du dessin et la richesse de la couleur.
- Nabuchodonosor fait tuer les fils de Sédécias sous les yeux de leur père, 1787, esquisse, huile sur toile, 45,5 × 55 cm, prix de Rome, Paris, École nationale supérieure des beaux-arts.
- La Mort de Milon de Crotone, 1792, localisation inconnue[réf. nécessaire].
- Portrait d'Alfieri, 1793, huile sur toile, 93 × 73 cm, Florence, galerie des Offices[6].
- Portrait d'Elena Petrovna Menchikova, 1794, huile sur toile, Helsinki, musée national de Finlande.
- Henry Richard Fox (plus tard Vassall), 3e baron Holland, 1795, huile sur toile, 95 × 75 cm, Londres, National Portrait Gallery[7].
- Double portrait d'Affieri et de la comtesse, 1796, huile sur toile, 108 × 145 cm, Turin, galerie municipale d'Art moderne et contemporain.
- Joseph Allen Smith assis au-dessus de l'Arno, contemplant Florence, 1797, huile sur toile, 71 × 90 cm, Cambridge, Fitzwilliam Museum[8].
- Portrait de Paweł Ksawery Brzostowski, 1798, huile sur toile, Varsovie, musée national.
- La Marquise de Grollier, 1800, huile sur toile, 37 × 32 cm, localisation inconnue[réf. nécessaire].
- Portrait de Clémentina Incontri, marquise de Prié, 1803, huile sur toile, 66 × 50 cm, localisation inconnue[réf. nécessaire].
- Portrait de Lucien Bonaparte, 1808, huile sur toile, Rome, Musée napoléonien.
- Le Jugement de Pâris, 1808, Richmond, musée des Beaux-Arts de Virginie.
- Portrait de jeune homme en buste, 1809, huile sur toile, 61 × 50 cm, Édimbourg, Galerie nationale d'Écosse[9].
- Maréchal Clarke, duc de Feltre, 1810, huile sur toile, 217 × 144 cm, Nantes, musée des Beaux-Arts[10].
- Mme Clarke, duchesse de Feltre avec ses enfants, 1810, huile sur toile, 227 × 276 cm, Paris, musée Marmottan-Monet[11].
- Portrait d'Ugo Foscolo, 1813, huile sur toile, Florence, Bibliothèque nationale centrale[12].
- Vue de Florence, du Nord de l'Arno, 1813, huile sur toile, 93 × 73 cm, Édimbourg, Galerie nationale d'Écosse[13].
- Vue des environs de Florence, huile sur toile, Montauban, musée Ingres-Bourdelle [14].
- Délia pleurant Corydon, huile sur toile, 130 × 157 cm, Poitiers, musée Sainte-Croix[15].

Œuvres de François-Xavier Fabre
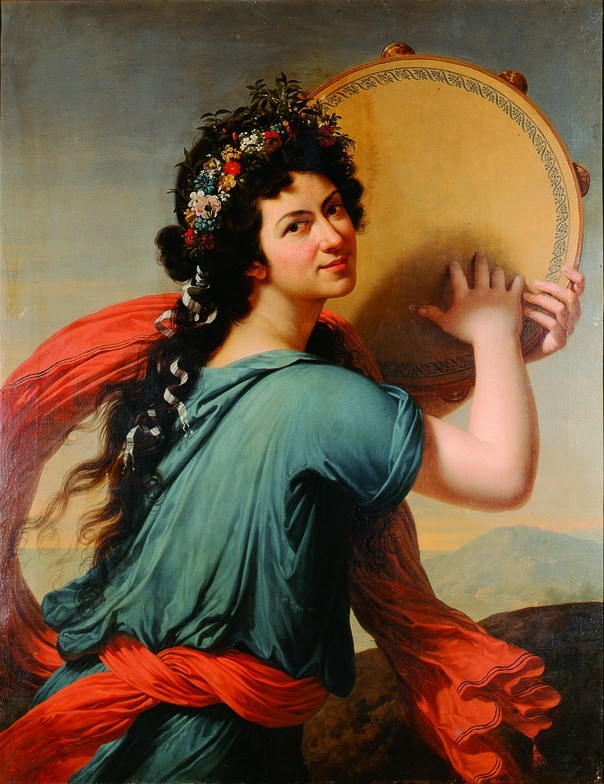
Elena Petrovna Menchikova (1794), Helsinki, musée national de Finlande.
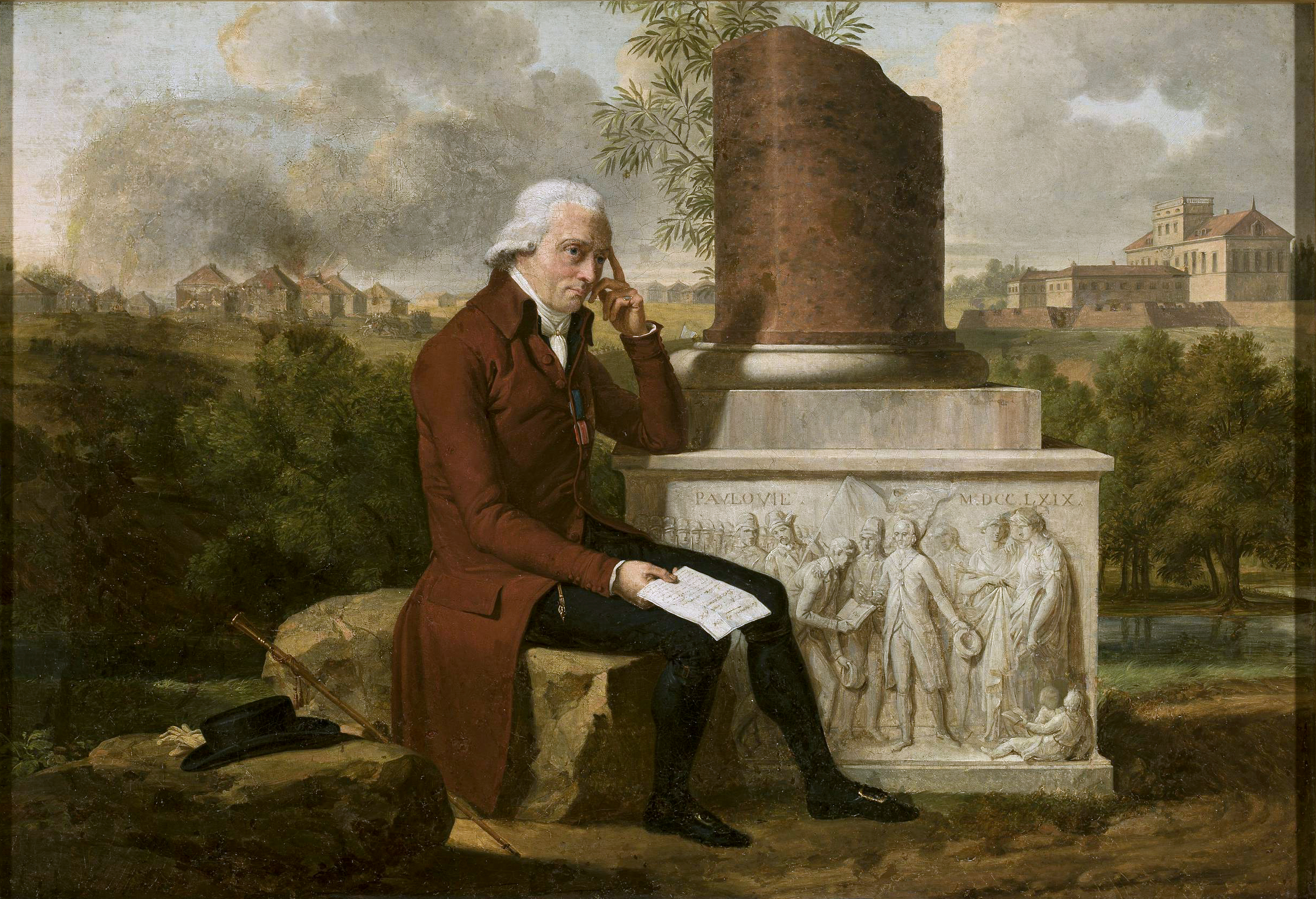
Portrait de Paweł Ksawery Brzostowski (1798), musée national de Varsovie.
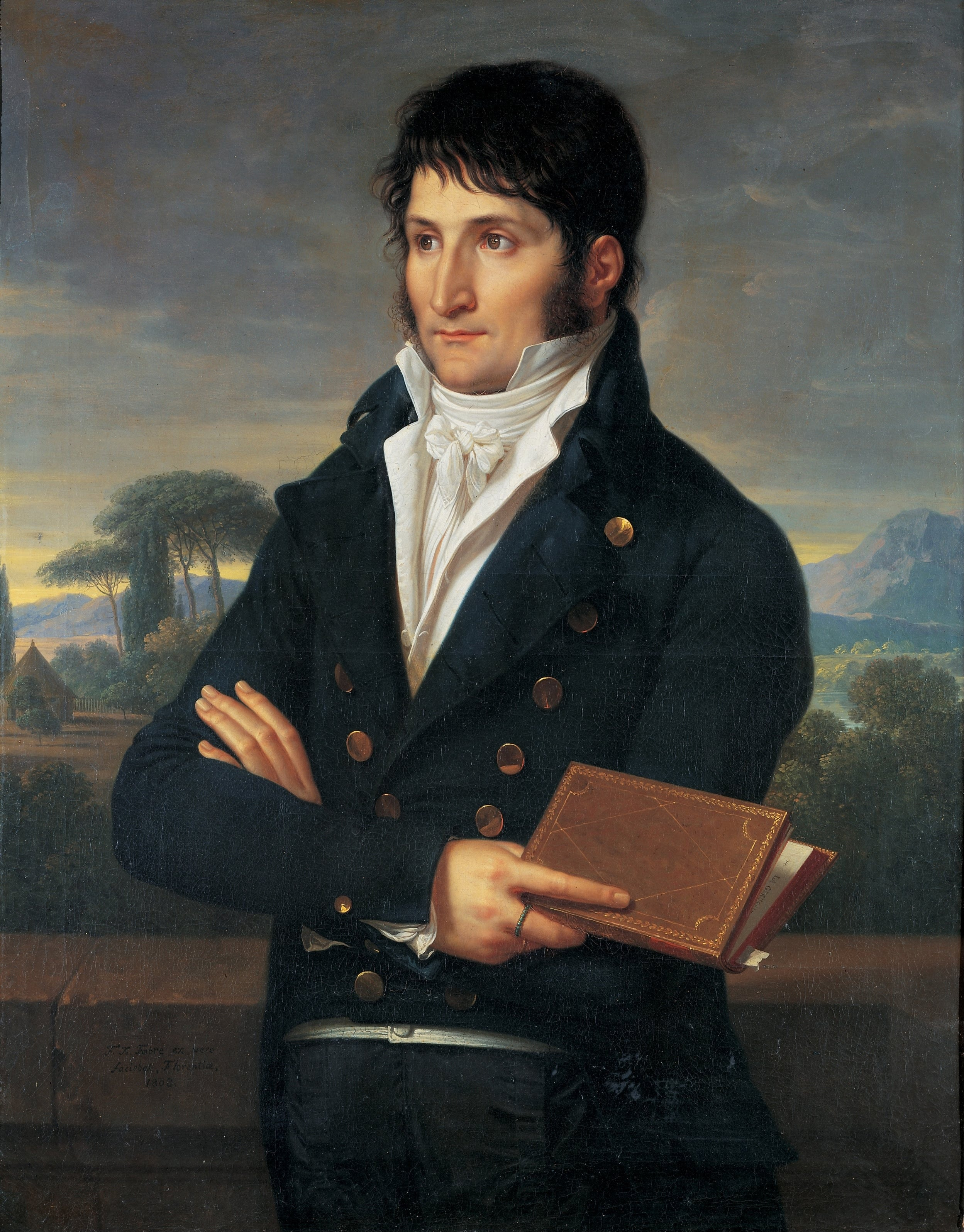
Portrait de Lucien Bonaparte (1808), musée napoléonien de Rome.
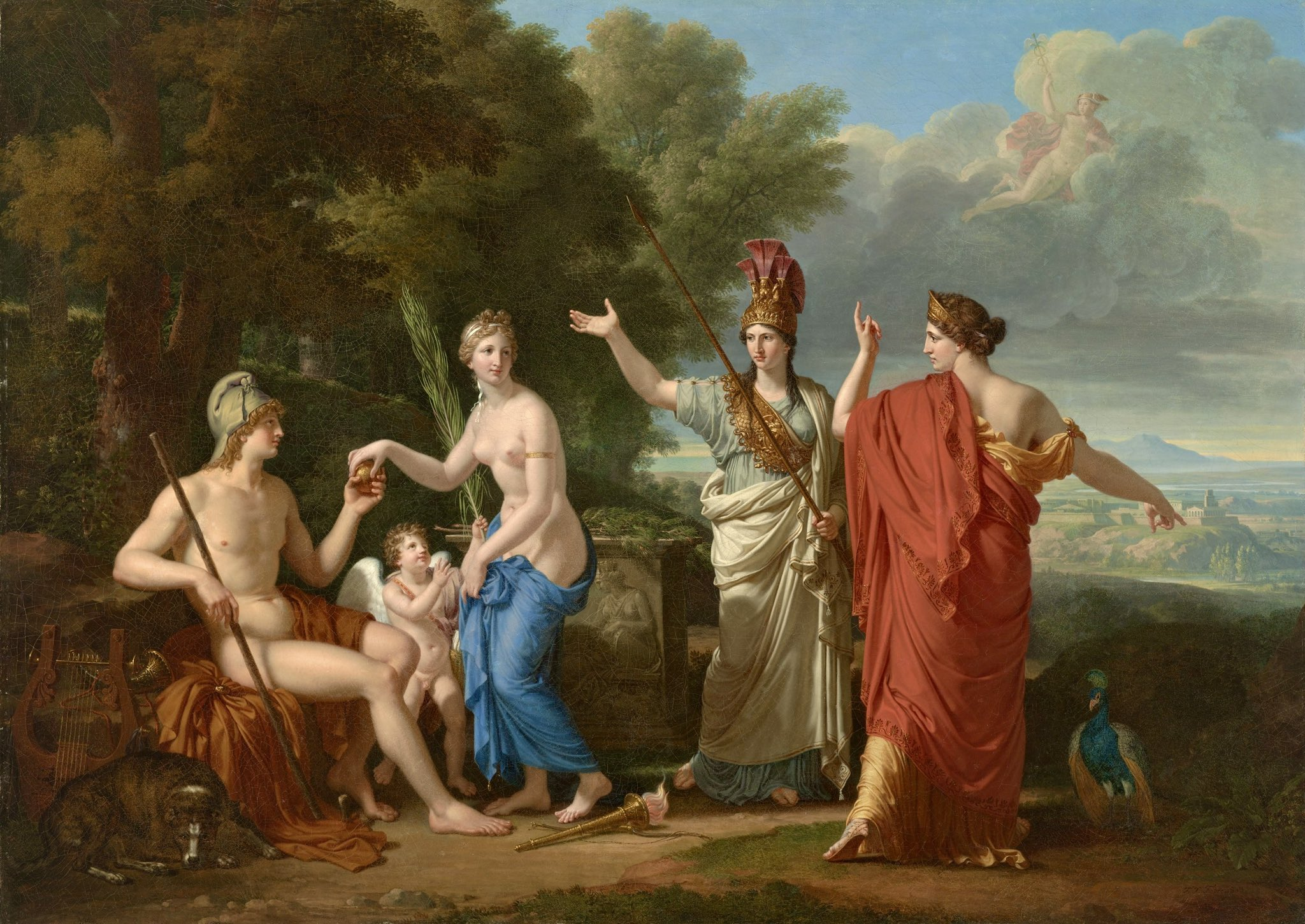
Le Jugement de Pâris (1808), Richmond, musée des Beaux-Arts de Virginie.
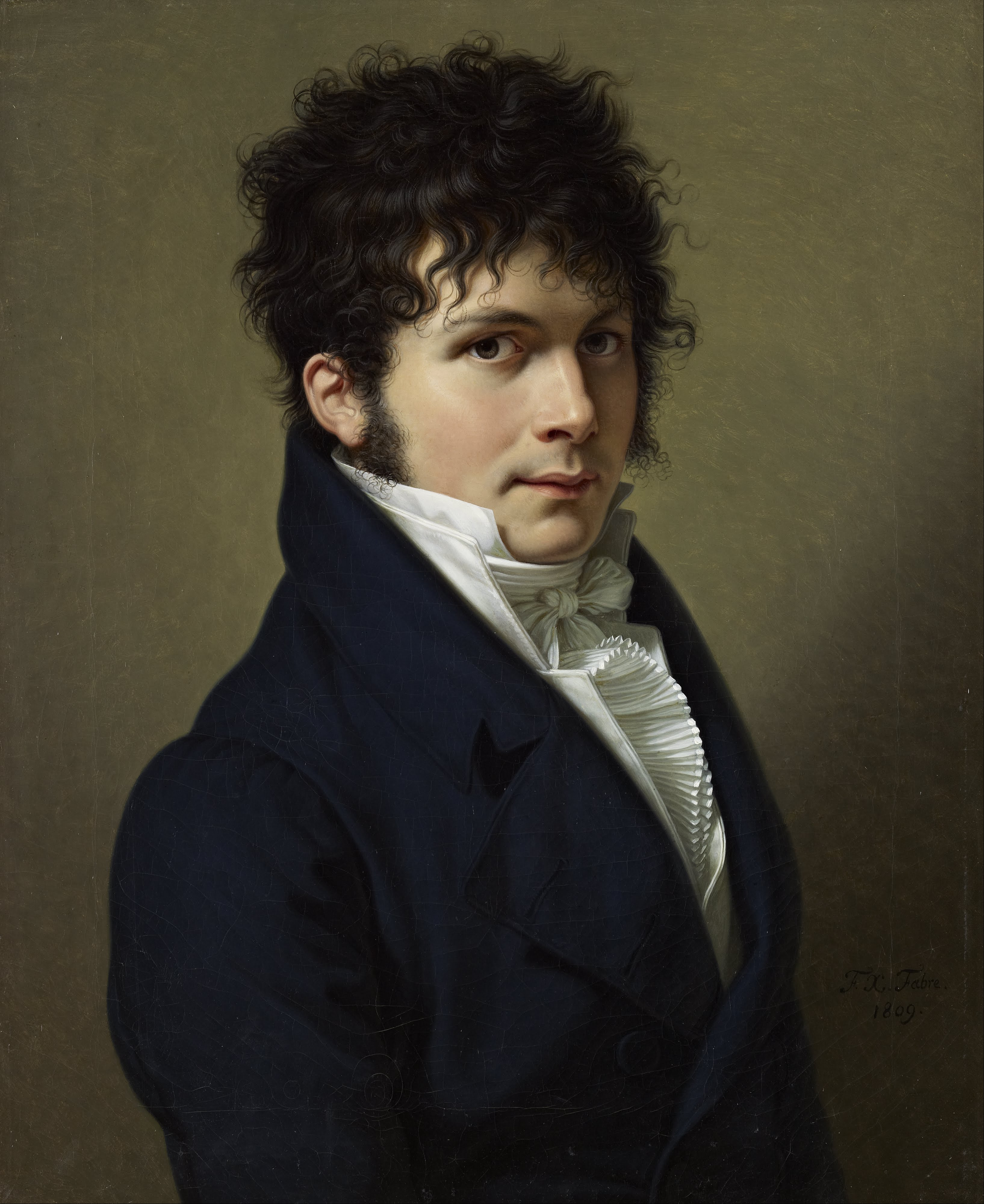
Portrait de jeune homme (1809), Édimbourg, Galerie nationale d'Écosse.
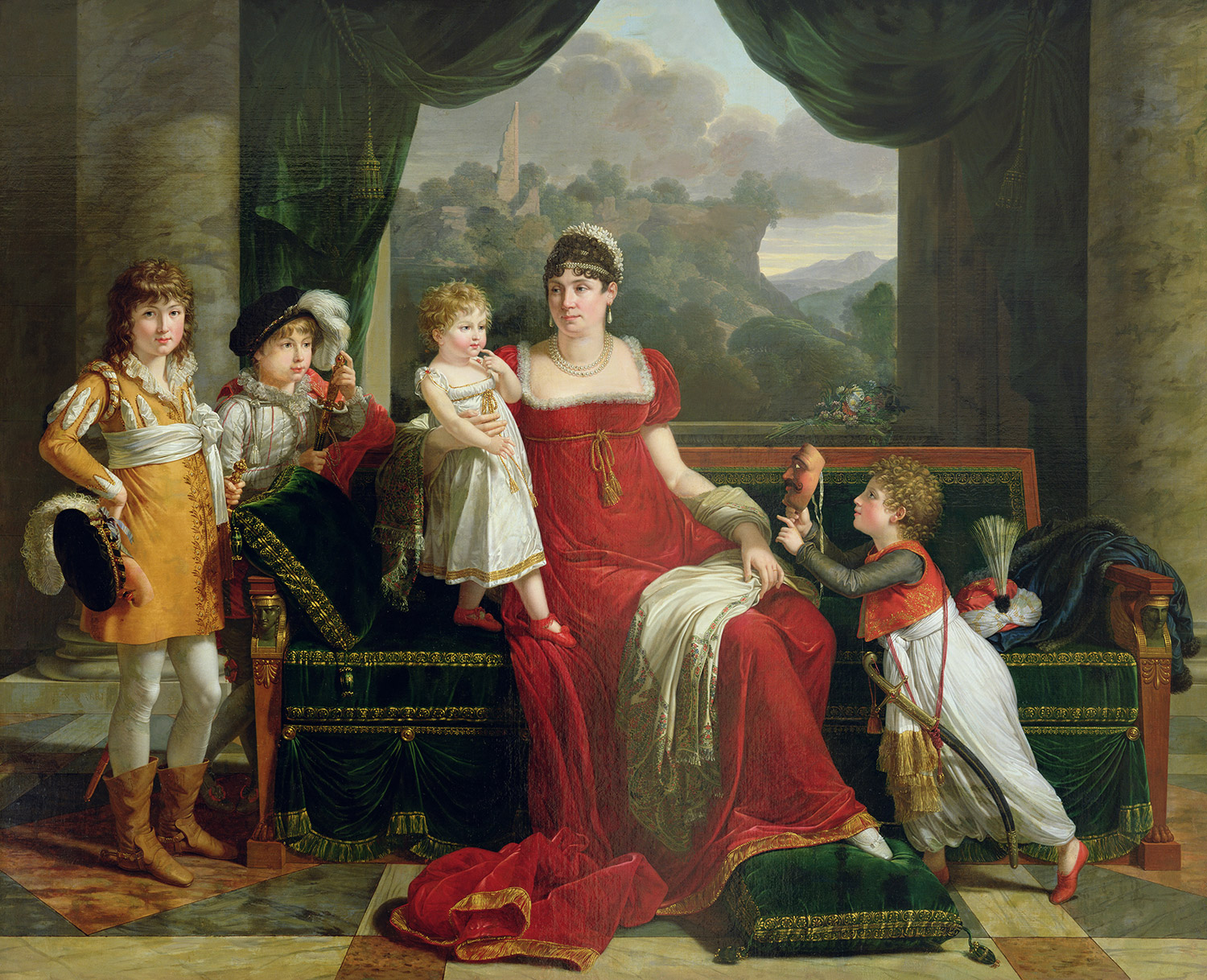
Portrait de la duchesse de Feltre et de ses enfants (1810), Paris, musée Marmottan-Monet.
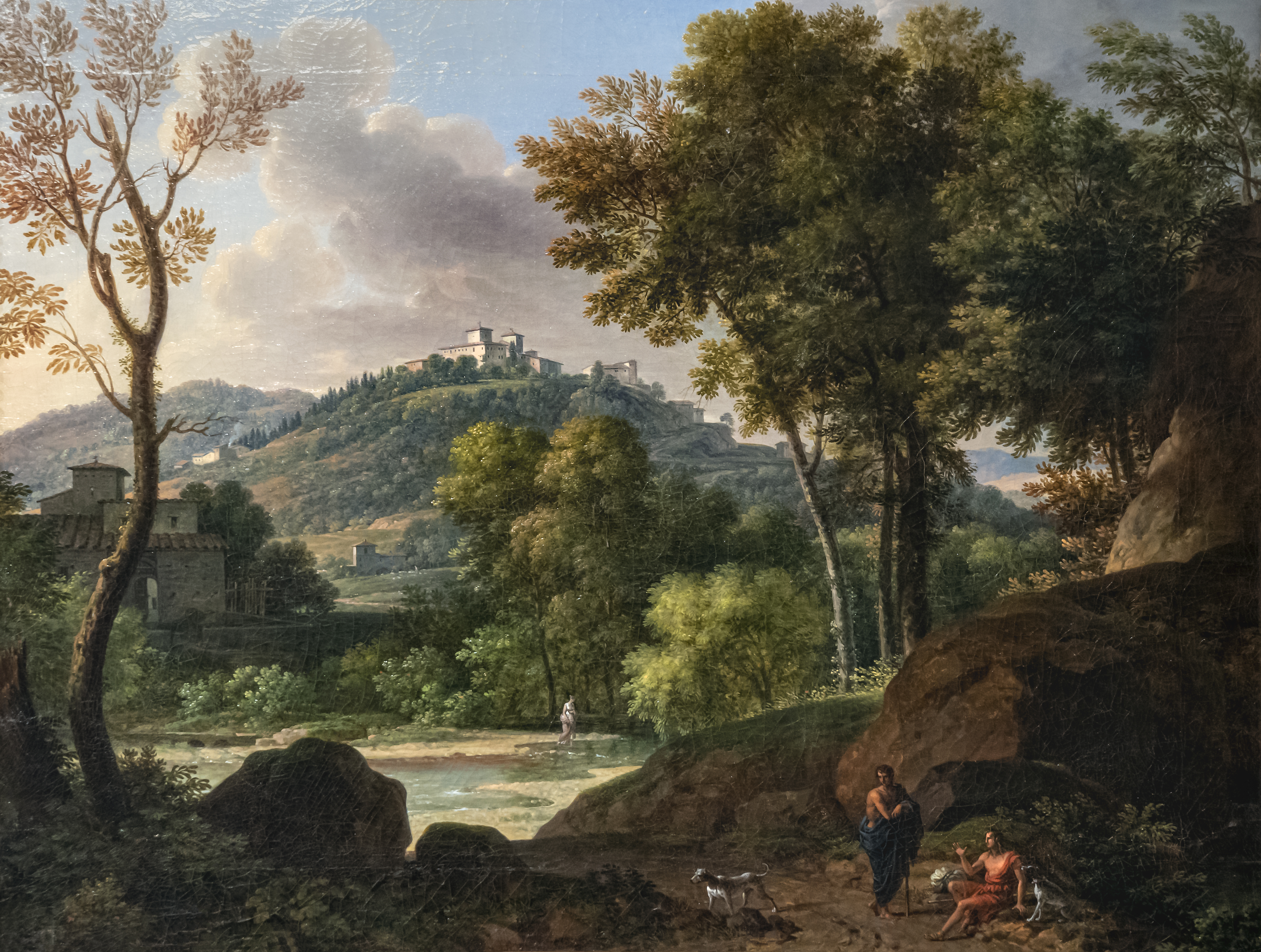
Vue des environs de Florence, Montauban, musée Ingres-Bourdelle.
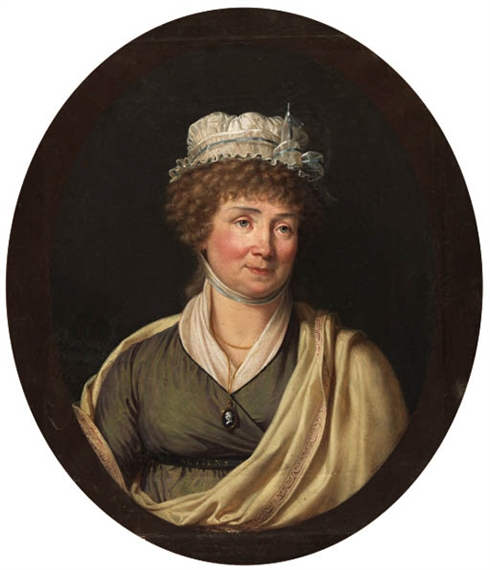
portrait de la Marquise de Grollier

### Œuvres conservées au musée Fabre de Montpellier
Selon son catalogue en ligne, le musée Fabre conserve 88 toiles et 410 dessins de François-Xavier Fabre, l'un des premiers artistes à avoir légué, en 1837, son fonds d'atelier à une autorité publique.

#### Peintures
- Autoportrait (1784), huile sur toile, 54 × 44 cm.
- Tête de vieillard (1784), huile sur toile, 45,5 × 58 cm.
- Philippe-Laurent de Joubert, trésorier de la Bourse des États du Languedoc (1729-1792) (1786), huile sur toile, 72,5 × 60,5 cm.
- Nabuchodonosor fait tuer les fils de Sédécias sous les yeux de leur père, esquisse (1787), huile sur toile, 45,5 × 55 cm, relative au prix de Rome de l'École Nationale supérieure des Beaux-Arts.
- Soldat romain au repos, académie (1788), huile sur toile, 187,5 × 147 cm.
- Le Repos du gladiateur (vers 1789), huile sur toile, 138,5 × 188 cm.
- Saint Sébastien expirant (1789), huile sur toile, 198 × 148,5 cm.
- Portrait de Monsieur Joseph Fabre (1790), huile sur toile, 67 × 52,5 cm.
- La Mort d'Abel (1790), huile sur toile, 147 × 198,5 cm.
- Tête d'homme barbu de profil (entre 1790 et 1791), huile sur toile, 51,5 × 63 cm.
- Prédication de saint Jean-Baptiste (non daté), huile sur papier marouflé sur toile, 32 × 18,5 cm.
- Prédication de saint Jean-Baptiste (entre 1790 et 1791), huile sur toile, 58 × 32 cm.
- Tête de Saint Jean-Baptiste, étude (entre 1790 et 1791), huile sur toile, 64,5 × 52 cm.
- Saint Jean-Baptiste (non daté), huile sur toile, ? × ?cm.
- Étude de vieillard (non daté), huile sur toile , 51 × 38,5 cm.
- Suzanne et les vieillards (1791), huile sur toile, 126,5 × 176,5 cm.
- Portrait du docteur Henri Fabre, frère du peintre (1791), huile sur toile, 94 × 74 cm.
- Portrait d'une jeune dessinatrice (1795), huile sur toile, 38 × 28 cm.
- Portrait d'Ann Bermingham, future lady Charlemont, en Psyché (1796), huile sur toile, 46 × 61,5 cm.
- Portrait de Lady Charlemont en Psyché (1796), huile sur toile, 57 × 44 cm.
- Portrait de Louise de Stolberg comtesse d'Albany (1752-1824) (1796), huile sur toile, 32,5 × 26 cm.
- Portrait de Vittorio Alfieri (1749-1803) (1796), huile sur toile, 32 × 26 cm.
- Portrait de la baronne Riccardi (non daté), huile sur toile, 34 × 27 cm.
- Portrait d'un jeune homme en buste, esquisse (non daté), huile sur bois, 28 × 23,5 cm.
- Ariane à l'entrée du labyrinthe, esquisse (1796), huile sur toile, 16,5 × 18,5 cm.
- Portrait de Joseph Allen Smith dans la campagne romaine (1797), huile sur toile, 18 × 22 cm.
- Léandre retiré des eaux, esquisse (1797), huile sur toile, 31,5 × 38,5 cm.
- Bord de rivière avec un jeune homme hélant une barque, d'après Dughet (1797), huile sur toile, 29 × 36,5 cm.
- Paysage urbain, étude (non daté), huile sur carton, 21,6 × 34,8 cm).
- Paysage montagneux avec des fabriques, étude (non daté), huile sur carton, 27 × 42,6 cm.
- Vue du lac de Nemi, étude (non daté), huile sur carton, 39,7 × 53 cm.
- Paysage, d'après Dughet (non daté), huile sur toile, 66 × 99,5 cm.
- Paysage, d'après Dughet (non daté), huile sur toile, 65 × 99,5 cm.
- Thésée retrouve l'épée de son père (non daté), huile sur toile, 45,5 × 58,5 cm.
- L'Enlèvement d'Europe (non daté), huile sur toile, 54,5 × 70,5 cm.
- Personnage antique, une bandelette dans les cheveux, un cachet à la main (non daté), huile sur toile, ? × ?cm.
- Un saint tenant une pierre dans une main et posant l'autre main sur un crâne (non daté), huile sur toile, ? × ?cm.
- Paysage avec une ville (non daté), huile sur toile, 91 × 135,5 cm.
- Scène mythologique : sacrifice de Manué (non daté), huile sur toile, 165 × 124 cm.
- Œdipe et Antigone (non daté), huile sur toile et plume, 26,5 × 32,5 cm.
- La Vierge à la chaise d'après Raphaël (1798), huile sur toile, 76,5 × 75,5 cm.
- La Vierge (non daté), huile sur toile, ? × ?cm.
- La Madone du grand duc (non daté), huile sur toile, 93 × 71 cm.
- Portrait de Francesco Fornacciari, ermite à Vallombrosa (1798), huile sur papier marouflé sur toile, 49,5 × 38,5 cm.
- Le Retour d'Ulysse (1799), huile sur toile, 100,5 × 146,5 cm.
- Ulysse et Néoptolème enlèvent à Philoctète l'arc et les flèches d'Hercule, esquisse (1800), huile sur toile, 28,5 × 44 cm, inv. D2005.1.1[16].
- Ulysse et Néoptolème enlèvent à Philoctète l'arc et les flèches d'Hercule (1800), huile sur toile, 289 × 453 cm, inv. D2007.7.1[17].
- Étude de chat-huant dit grand duc (1800), huile sur toile, 38 × 50 cm.
- Vue du lac Léman, étude (non daté), huile sur carton, 38,3 × 43 cm.
- La Sainte Famille (1801), huile sur toile, 226 × 163 cm.
- Portrait du jeune Edgar Clarke (1799-1852) (1802), huile sur toile, 145,5 × 100,5 cm.
- Portrait de Geneviève Aimée Victoire Bertin (1802), huile sur toile, 94,5 × 73 cm.
- Portrait de Louis-François Bertin (1803), huile sur toile, 92,6 × 72,4 cm.
- Portrait de Vittorio Alfieri (1749-1803) (1803), huile sur toile, 41 × 33 cm.
- Portrait de Charles-Louis Ier, roi d'Étrurie (1799-1883) (1803), huile sur papier marouflé sur toile, 41,5 × 33 cm.
- Portrait de Louise-Charlotte, princesse d'Étrurie (1802- ? ) (1803), huile sur toile, 36 × 29 cm.
- Saul, agité par ses remords, croit voir l'ombre du grand prêtre Achimélech qu'il a fait périr (1803), huile sur toile, 154,5 × 216 cm.
- Paysage avec un moine en prière (1804), huile sur bois, 27,5 × 22,5 cm.
- La Madeleine pénitente dans un paysage (1805), huile sur toile, 45 × 57,5 cm.
- Saint Jérôme en prière (1807), huile sur toile, 112,5 × 143,5 cm.
- Œdipe à Colone, paysage historique (1808), huile sur toile, 130 × 196 cm.
- Portrait de Lucien Bonaparte (1775-1840) (1808), huile sur toile, 46 × 38 cm.
- Portrait de Caroline Scitivaux (1800-1882) (1808-1814), huile sur papier marouflé sur toile, 58 × 48 cm.
- Tête de Joseph d'Arimathie (1809), huile sur toile, 59 × 45,5 cm.
- Descente de Croix, esquisse (1809), huile sur toile, 45 × 36 cm.
- Les Saintes Femmes au tombeau, esquisse (1809), huile sur toile, 35 × 27 cm.
- Le Christ et les enfants, esquisse (non daté), huile sur toile, 33 × 26,5 cm.
- Le Christ et les enfants (non daté), huile sur toile, 27,5 × 20,5 cm.
- Paysage des bains de Lucques, étude (entre 1811 et 1812), huile sur toile marouflée, 26,5 × 34,5 cm.
- Portrait du sculpteur Antonio Canova (1812), huile sur toile et bois, 96 × 72,8 cm[18].
- Portrait de Louise de Stolberg, comtesse d'Albany (1752-1824) (1812), huile sur toile, 35,5 × 26,5 cm.
- Portrait d'une jeune fille en buste, esquisse (entre 1813 et 1815), huile sur toile, 34,5 × 27 cm.
- Jeune fille en buste de trois quarts, étude inachevée (non daté), huile sur toile, 34 × 27,5 cm.
- Jeune fille en buste de profil, étude inachevée (non daté), huile sur toile, 34,5 × 27,5 cm.
- La Mort de Narcisse, paysage historique (1814), huile sur toile, 119 × 168 cm.
- Saint Antoine de Padoue instruit deux novices (1815), huile sur toile, 73 × 98 cm.
- Portrait présumé de Carlos-Miguel Fitz-James-Stuart y Silva (en), 14e duc d'Albe et 6e duc de Berwick (1818), huile sur toile, 71 × 55 cm.
- Portrait de Louis XVIII (non daté), huile sur toile, 33,5 × 33,5 cm.
- Portrait du beau Pyrrhus (1823), huile sur toile, 65,5 × 79 cm.
- Œdipe et le Sphinx (non daté), huile sur toile, 130 × 157 cm.
- Un lion couché (non daté), huile sur toile, 99 × 136 cm.
- Tête de lion (non daté), huile sur toile, 86,5 × 110 cm.
- Enfant dérobant le vin d'une bacchante endormie (non daté), huile sur bois, 19 × 26 cm.
- Bacchante endormie épiée par un satyre (non daté), huile sur toile, 102 × 137,5 cm.
- Étude de tête ou Tête de sapeur (non daté), huile sur toile, 60 × 75 cm.
- Vue de la place du Peuple (non daté), huile sur toile et traits à la craie, 49,5 × 62 cm.
- Portrait de Louis-Augustin Gache, ami et exécuteur testamentaire de Fabre (1832), huile sur toile, 65,5 × 79 cm.
- Autoportrait âgé (1835), huile sur toile, 72,5 × 59 cm.
- Luciano Bonaparte alla villa Rufinella a Frascati - Lucien Bonaparte à la villa Rufinella à Frascati, 1808. Huile sur toile. Inv. MN 17. La villa Rufinella, aujourd’hui connue sous le nom de Villa Tuscolana, construite en 1578 par l’v[Quoi ?] que de Melfi Alessandro Ruffini, a vendue en 1773 à la Chambre Apostolique, et par celle-ci à Lucien Bonaparte en 1803. La plus élevée (en altitude), des villas de Frascati. Museo Napoleonico, Rome.
- Alexandrine de Bleschamp (2e épouse de Lucien, de famille aristocratique. La 1re, Christine Boyer, fille d’aubergiste, est décédée en 1800). 1808. Huile sur toile ovale, 67 × 53 cm. Inv. MN 534. Museo napoleonico, Rome.

Œuvres de François-Xavier Fabre au musée Fabre de Montpellier
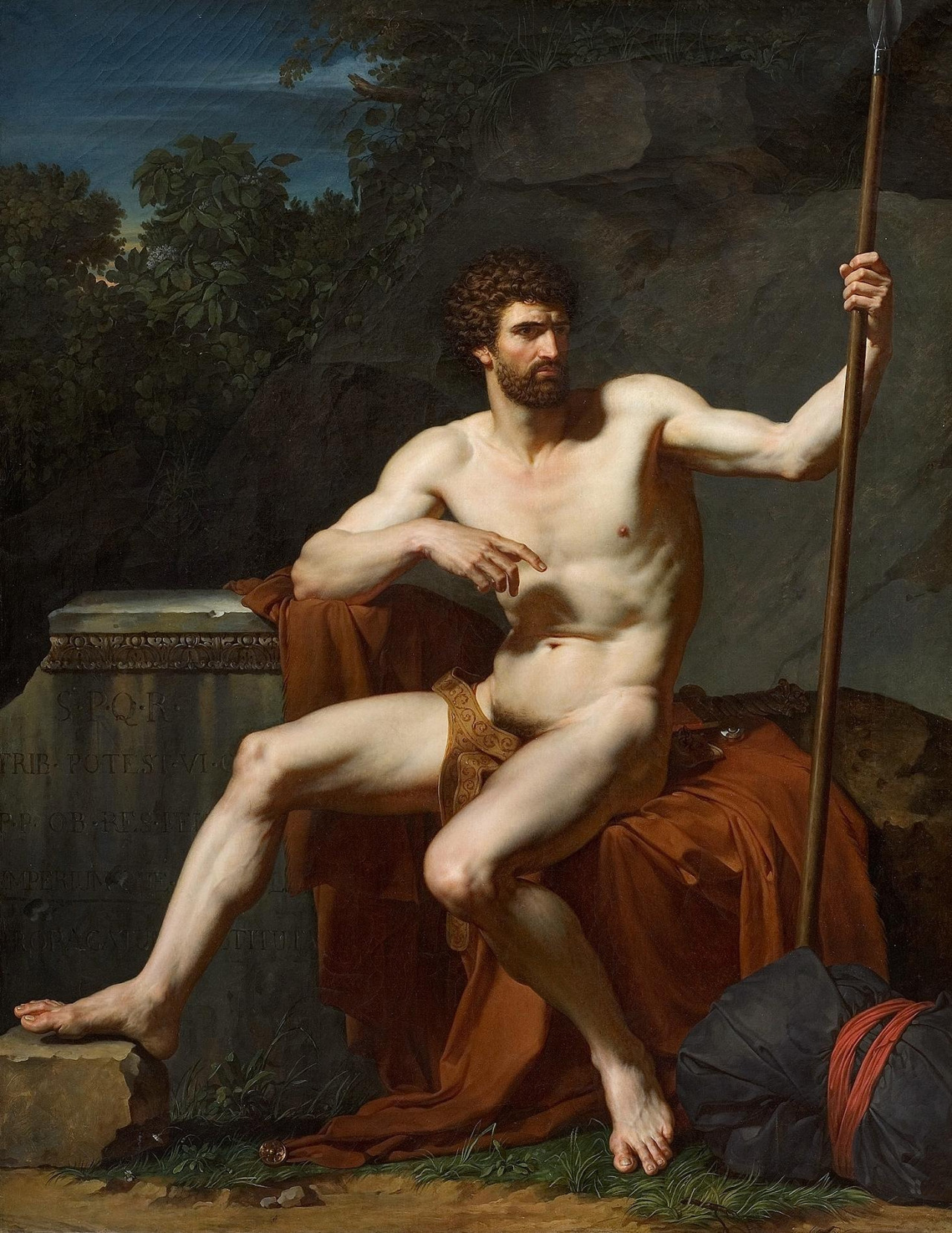
Soldat romain au repos, académie (1788).
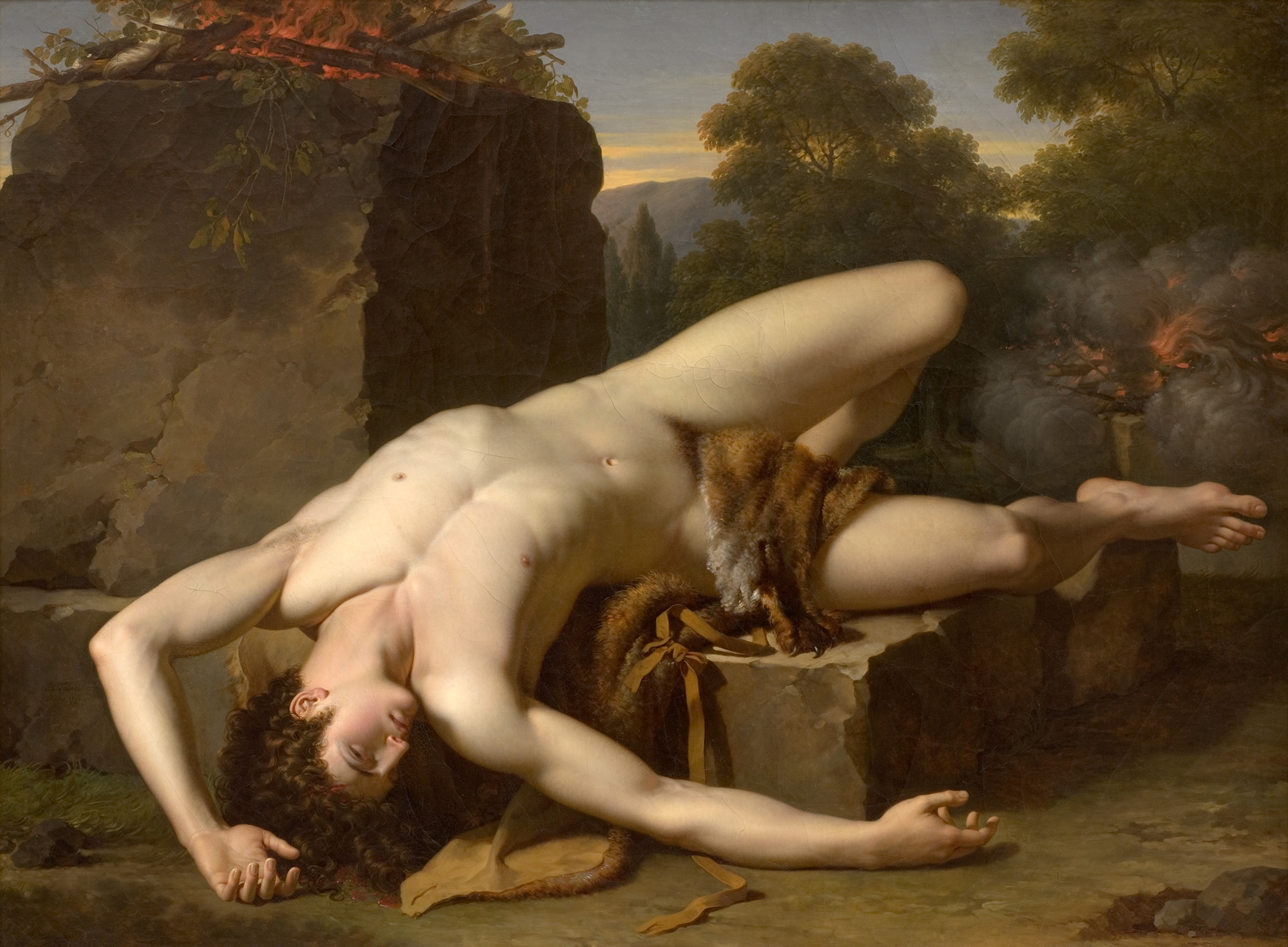
La Mort d'Abel (1790).
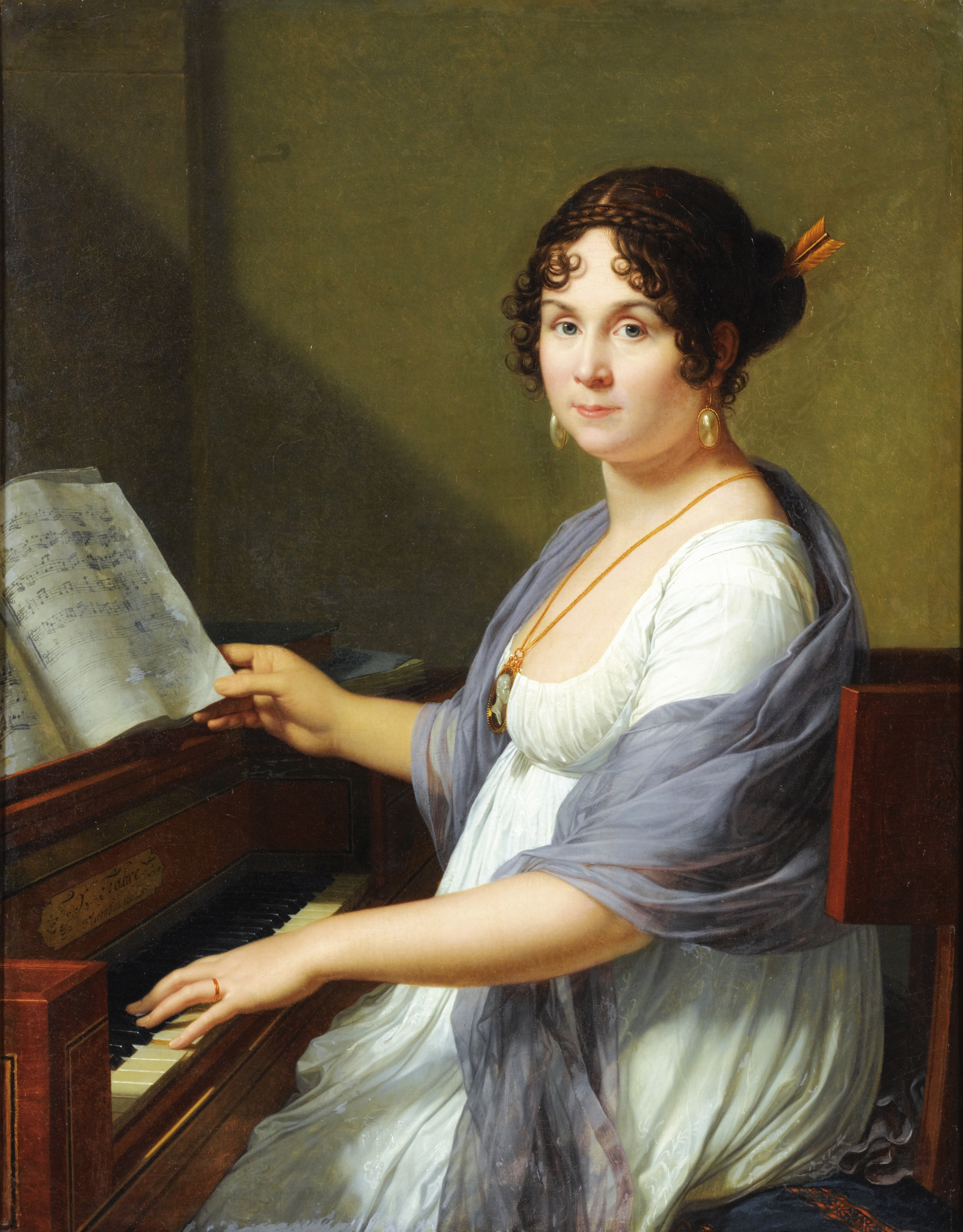
Portrait de Mme Louis-François Bertin (1802).